# Glanspraktmossa
Glanspraktmossa (Plagiomnium drummondii) är en bladmossart som beskrevs av T. Koponen 1968. Enligt Catalogue of Life ingår Glanspraktmossa i släktet praktmossor och familjen Mniaceae, men enligt Dyntaxa är tillhörigheten istället släktet praktmossor och familjen Plagiomniaceae. Enligt den finländska rödlistan är arten sårbar i Finland. Arten har ej påträffats i Sverige. Artens livsmiljö är fuktiga naturlundar. Inga underarter finns listade i Catalogue of Life.